# Placas de identificação de veículos no Canadá

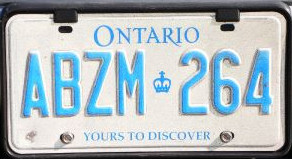
Placa de identificação veicular na província de Ontário

As placas de identificação de veículos no Canadá são emitidas pelas agências dos governos das províncias e dos territórios canadenses. Geralmente, a aparência das placas é frequentemente escolhida para conter símbolos, cores, ou slogans associados à região emitente. Em algumas partes do Canadá, placas especiais são emitidas para portadores de deficiências, com o símbolo internacional, dando-lhes direito a vagas especiais de estacionamento. Algumas províncias emitem uma autorização de estacionamento para pessoas com deficiência exibirem no painel, permitindo-lhes estacionar em áreas designadas mais próximas às entradas dos estabelecimentos. O código internacional para as placas  canadenses é CDN.

## Designse formatos seriais
Em todas as províncias e no território de Yukon, as séries de placas alfanuméricas e geralmente atribuídas em ordem crescente. As letras I, O, Q e U geralmente não são utilizadas para evitar confusões com 1, 0 e V; além disso, Ontário não usa a letra G e a Colúmbia Britânica não usa as letras Y e Z. Os Territórios do Noroeste e Nunavut usam séries exclusivamente numéricas, que também são atribuídas em ordem crescente. Muitas unidades emissoras caracterizam suas placas por esquemas de cores e logotipos. Por exemplo, as placas de Ontário contam com uma coroa desde 1937 (com exceção de 1951), enquanto em Yukon as placas que contam com o desenho de garimpeiro desde 1952. As placas dos Territórios do Noroeste desde a década de 1970, e as emitidas por Nunavut entre 1999 e 2012, têm o formato de um urso-polar, sem no entanto deixar de atender ao padrão de montagem.
Em todos os lugares, exceto Nunavut, a série é gravado em relevo na placa. O atual padrão de Nunavut, emitido pela primeira vez em 2012, tem o número serial impresso diretamente na placa, enquanto o antigo formato de urso tinha a placa gravada em alto-relevo. Outras informações de identificação, como o nome da emissão de jurisdição e a classe de veículo, podem ser impressas ou gravadas em relevo.
Em 1956, as províncias do Canadá e os estados americanos chegaram a um acordo com a American Association of Motor Vehicle Administratores e o National Safety Council, onde padronizou o tamanho para as placas de identificação de veículos (exceto para os motocicletas) em 6 polegadas (15 cm) de altura por 12 polegadas (30 cm) de largura, com furos de montagem padronizados. Estes números podem variar ligeiramente conforme o órgão emissor. Placas de menor porte são usadas para motocicletas e, em algumas jurisdições, ciclomotores e certos tipos de carretas e equipamentos de construção.

## Colocação
Nas províncias e territórios canadenses de Alberta, Novo Brunswick, Terra Nova e Labrador, Territórios do Noroeste, Nova Escócia, Nunavut, Ilha do Príncipe Eduardo, Quebec, Saskatchewan e Yukon, as placas de identificação são exigidas atualmente apenas na parte traseira da maioria dos veículos. Já as províncias de Colúmbia Britânica, Manitoba e Ontário exigem que as placas sejam instaladas nas partes dianteira e traseira do veículo. Os quadros de placas de concessionárias ou de placas personalizadas são permitidos desde que um deles não obstrua a exibição de adesivos de validação ou distrito.

## Placas personalizadas e especiais

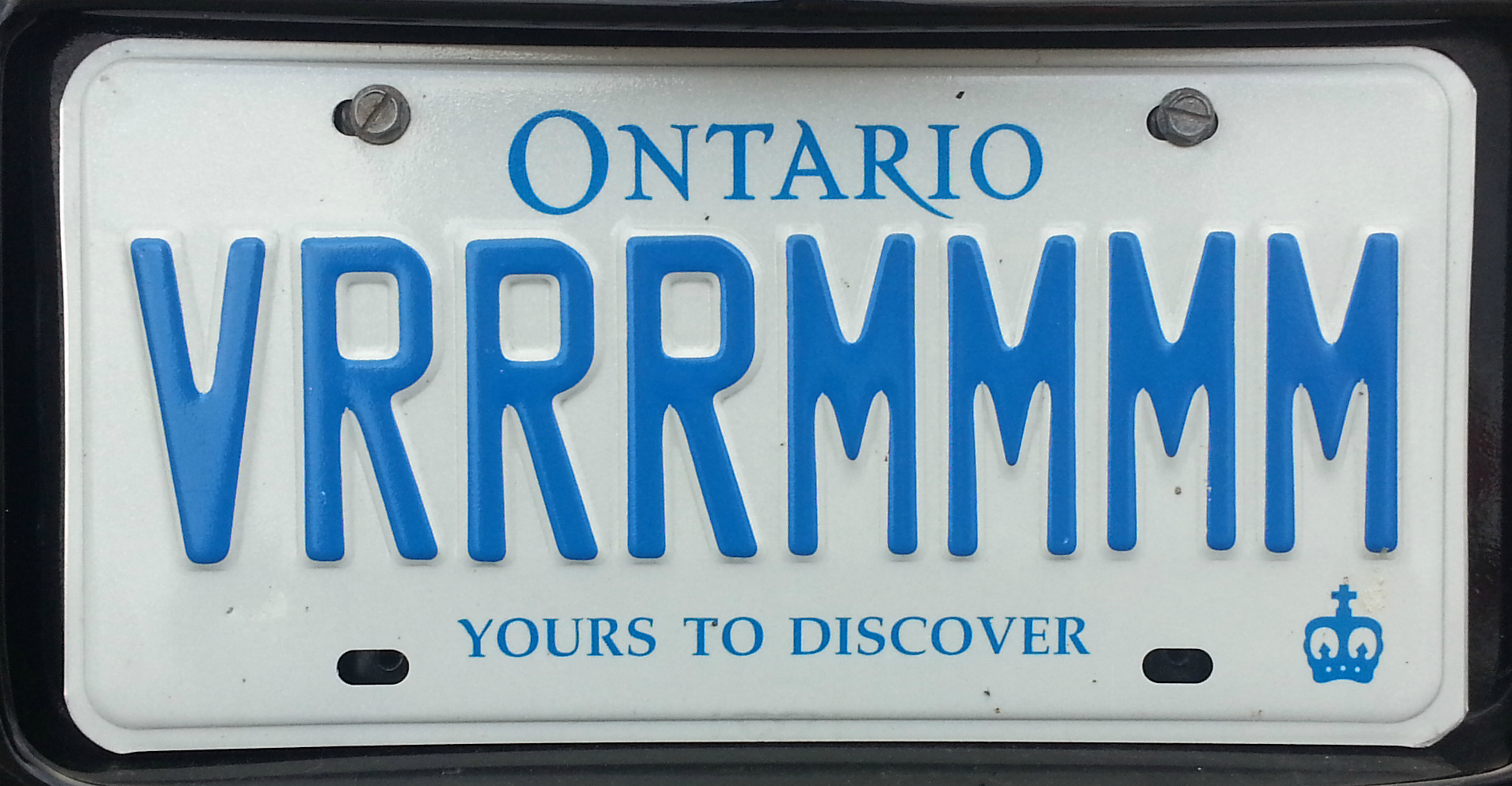
Placa personalizada em Ontário

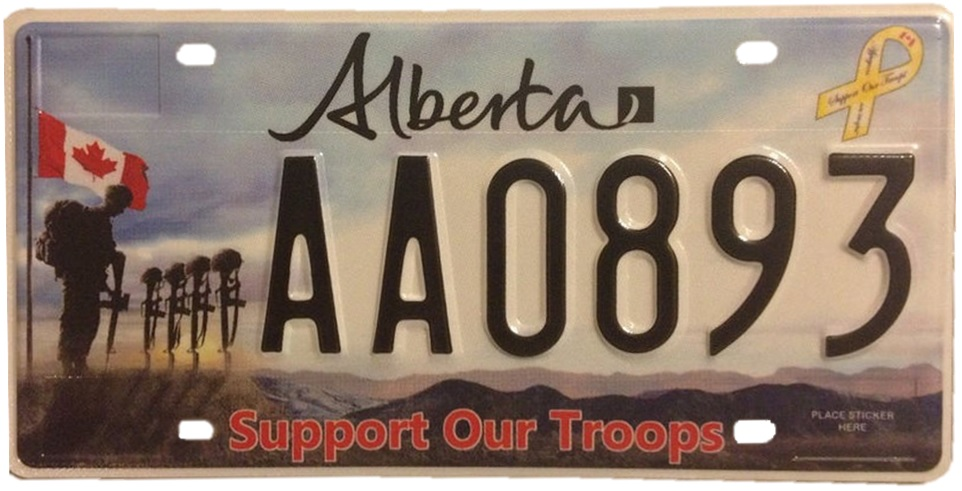
Placa gráfica de Alberta

Em cada província com exceção de Terra Nova e Labrador e Quebec, os motoristas têm a opção de, a um custo adicional, adquirir placas personalizadas. Geralmente não são permitidas em placas personalizadas mensagens profanas ou obscenas , embora as normas de proibição variem amplamente entre os órgãos emissores sobre o que constitui ou não uma forma inaceitável de mensagem. Em algumas jurisdições, os proprietários de veículos podem também pagar uma taxa extra para a obtenção de placas especiais, emitidas com as séries regulares, mas cujo design é diferente e exclusivo em relação às séries normais. Como por exemplo um ex-aluno ou aluno de uma determinada universidade pode comprar uma placa com o logotipo da instituição. Uma parte do custo adicional dessas placas pode ir como doação para a instituição estampada na placa ou para causas defendidas por ela.
Iniciando em 2010, Saskatchewan emitiu placas especiais na celebração do centenário dos  Saskatchewan Roughriders. As placas apresentam o slogan "Pride Lives Here."  Nos primeiros dezesseis meses, cerca de 22000 placas Roughrider foram emitidas, , resultando em 585 mil dólares canadenses de lucro para o clube de futebol. Em 2012, SGI fez placas "Rider", disponíveis para motocicletas e motos de neve.
Além disso, as províncias podem fornecer placas comemorativas como série padrão. Várias províncias produziram placas em homenagem ao centenário da Confederação do Canadá, durante o ano de 1967. Várias províncias produziram comemorativas de marcos locais. Províncias frequentemente produzem placas com o seu lema ou slogan, como Quebec: "Je me souviens", Colúmbia Britânica com "Beautiful British Columbia" ou Ontário, com "Yours to Discover". Em preparação para Jogos Olímpicos de Inverno de 2010 sediados em Vancouver, a província da Colúmbia Britânica e a Insurance Corporation of British Columbia emitiram placas especiais "olímpicas". Esta série especial esteve disponível apenas até 31 de dezembro de 2010; no entanto, as placas continuam válidas.

## Competência

### Automóveis reais e vice-reais
Quando no Canadá, a rainha circula em um carro com uma placa com uma Coroa de Santo Eduardo em um campo vermelho. O carro do Governador-Geral tem uma placa semelhante à Bandeira do Governador-Geral do Canadá, ou placas padrão na província de Ontário com as bandeiras do Governador-Geral sobre o capô dianteiro.

### Forças Armadas

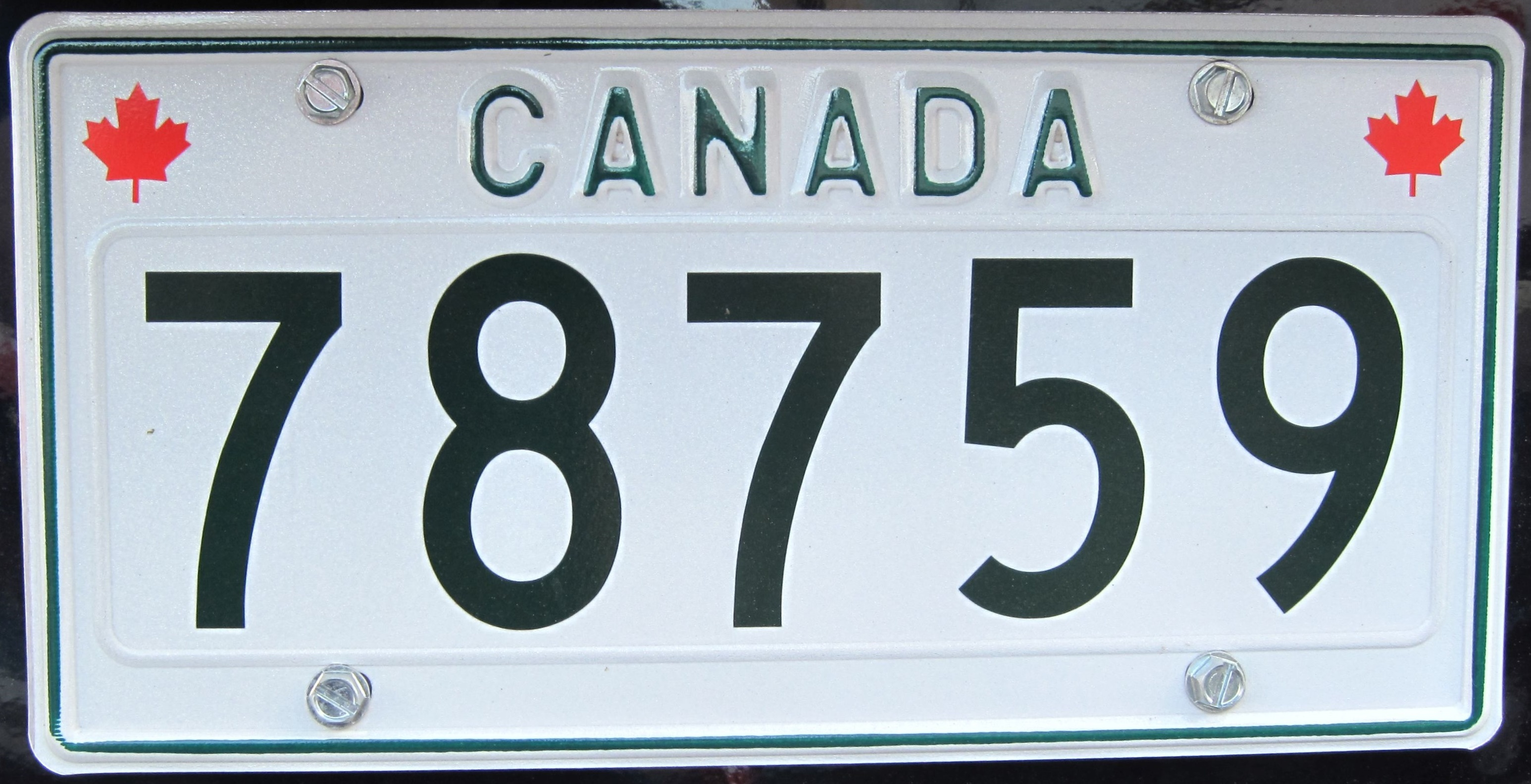
Placa das Forças Canadenses

Veículos pertencentes às Forças Canadenses, e ao Departamento Nacional de Defesa do Canadá  também placas especiais. Chamadas "Canadian Forces Registration" (CFR), estas placa são brancas com borda verde e possuem o texto "CANADA" escrito no topo, em verde, com uma folha de bordo-canadense em cada lado do texto no topo. As séries são numéricas com cinco dígitos para os veículos e reboques. Estas placas também não arcam com qualquer forma de validação, tais como adesivo, nem possuem necessidade de renovação anual.

## Placas diplomáticas
As placas diplomáticas são emitidas pela província em que o consulado ou a embaixada se localiza. Assim, a maioria das placas é emitida por Ontário, onde se situa a capital, Ottawa.

## Placas nas províncias e territórios do Canadá

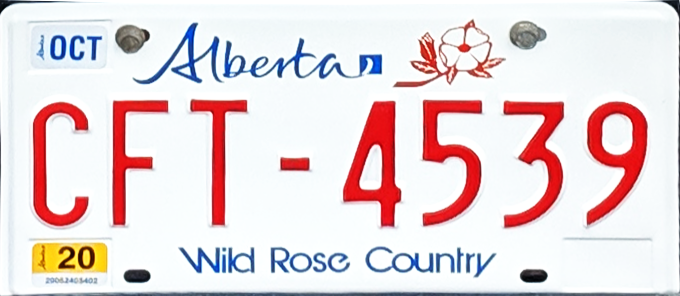
Alberta
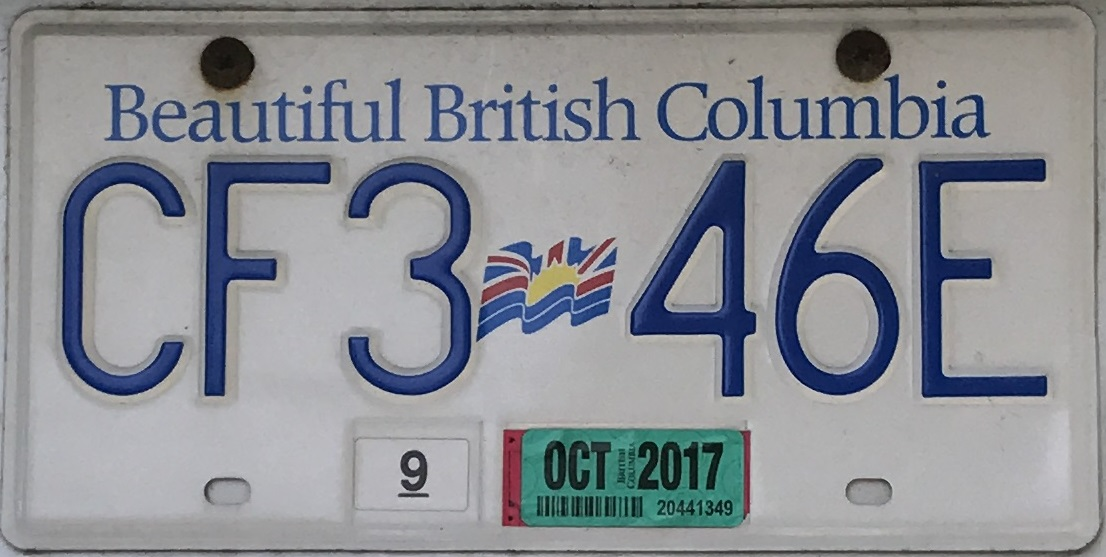
Colúmbia Britânica
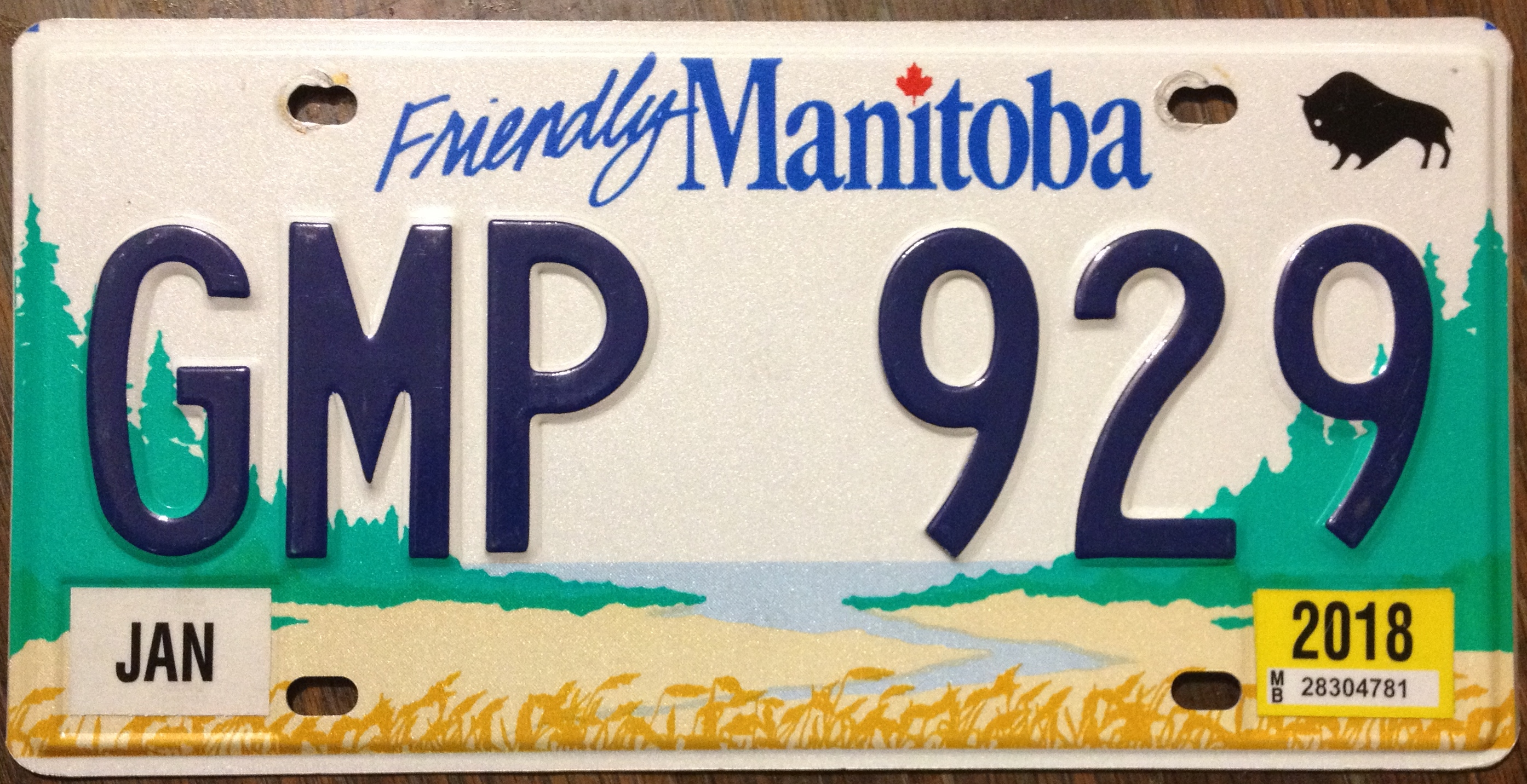
Manitoba
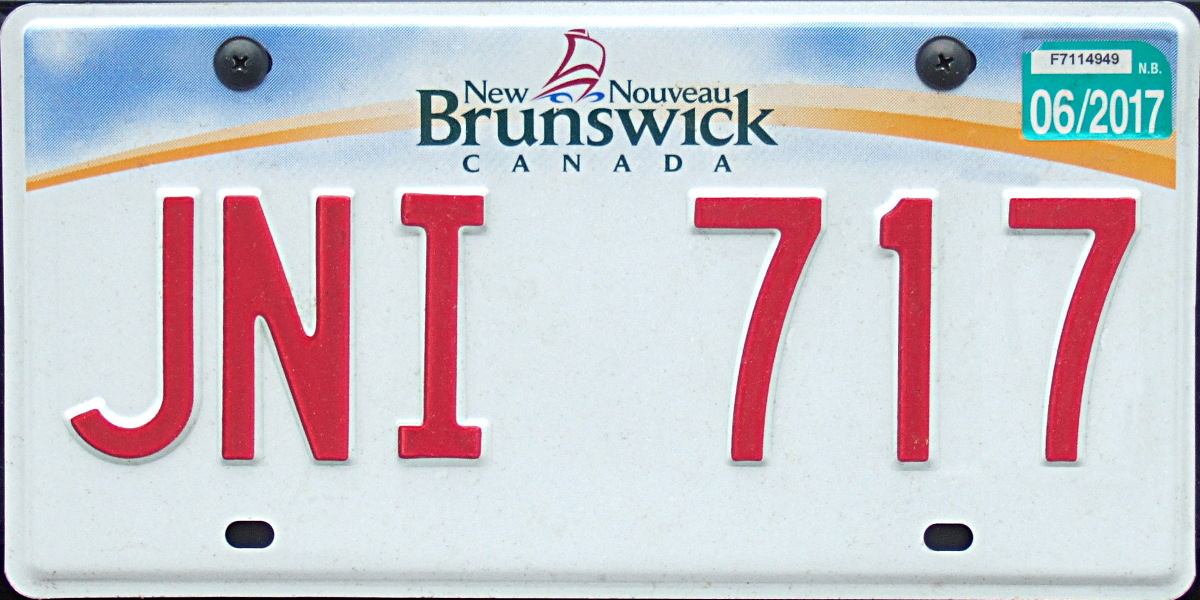
Nova Brunswick
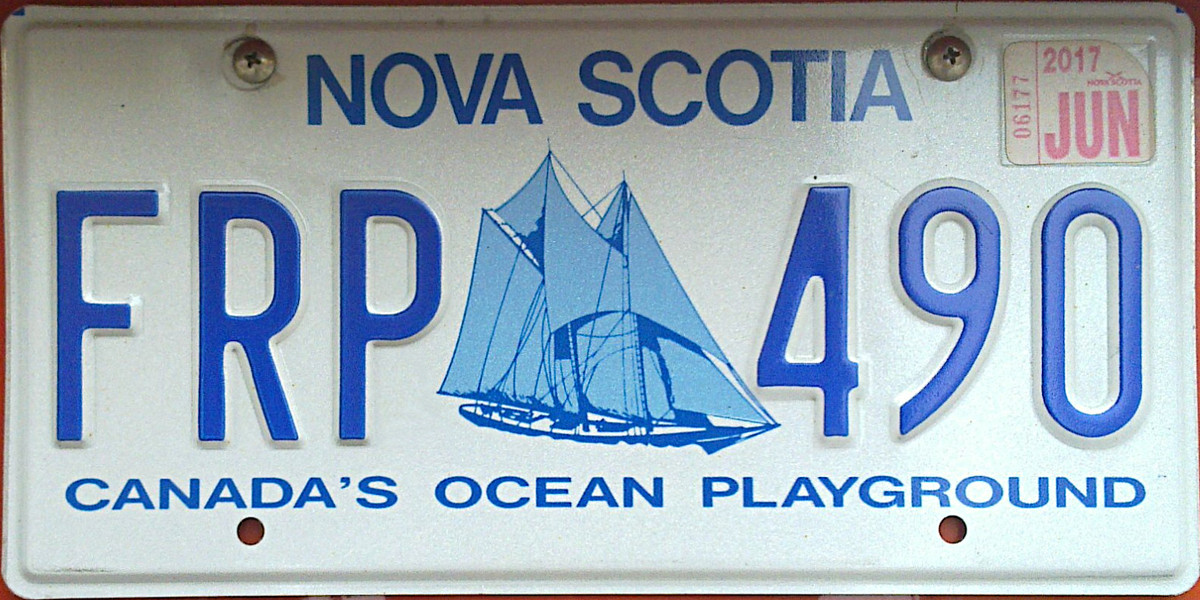
Nova Escócia
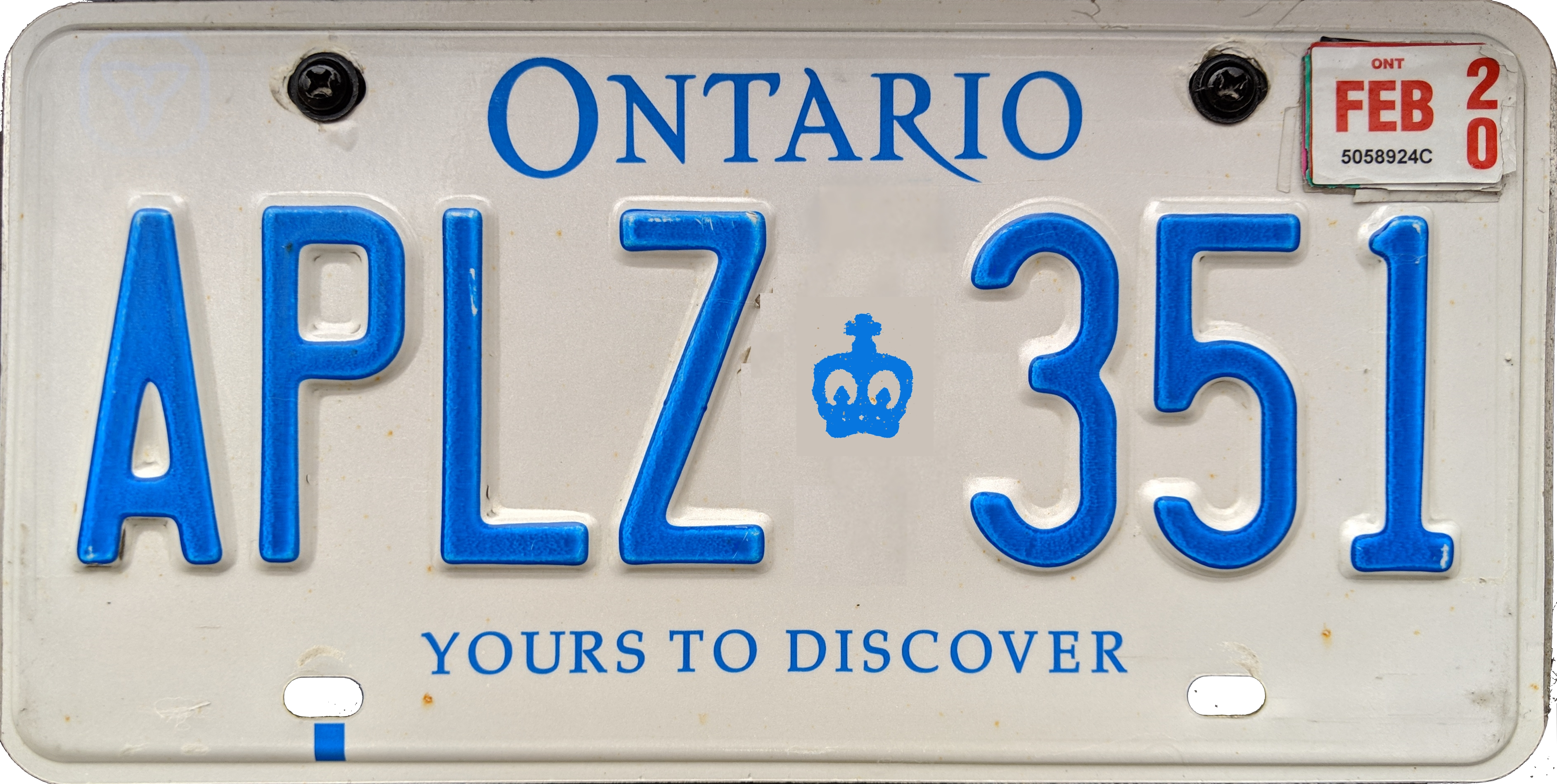
Ontário
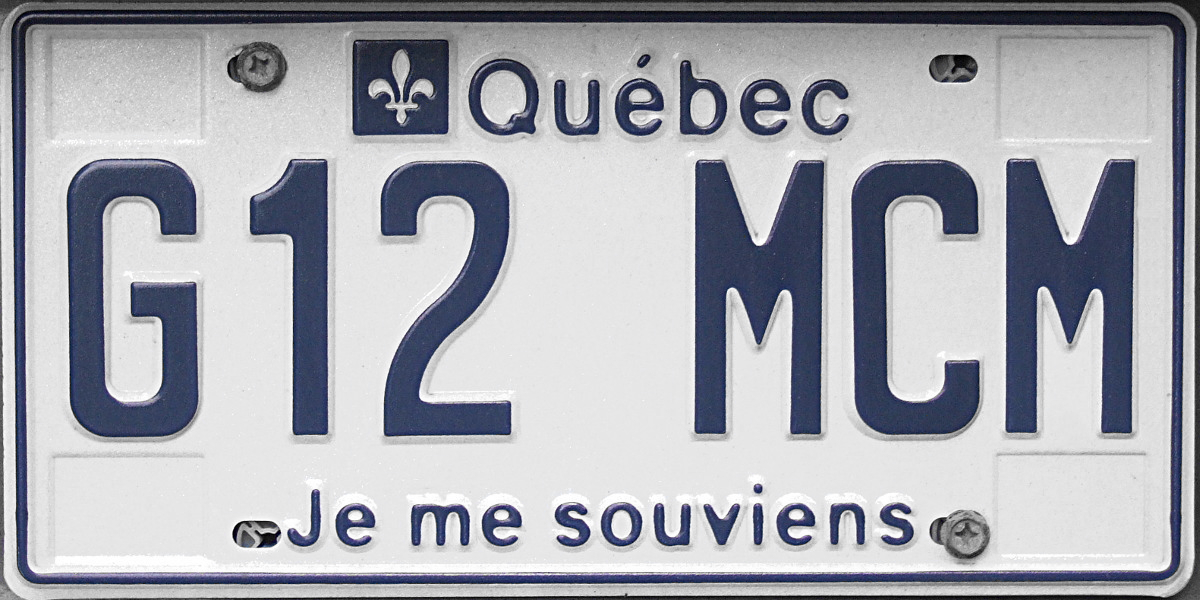
Quebec
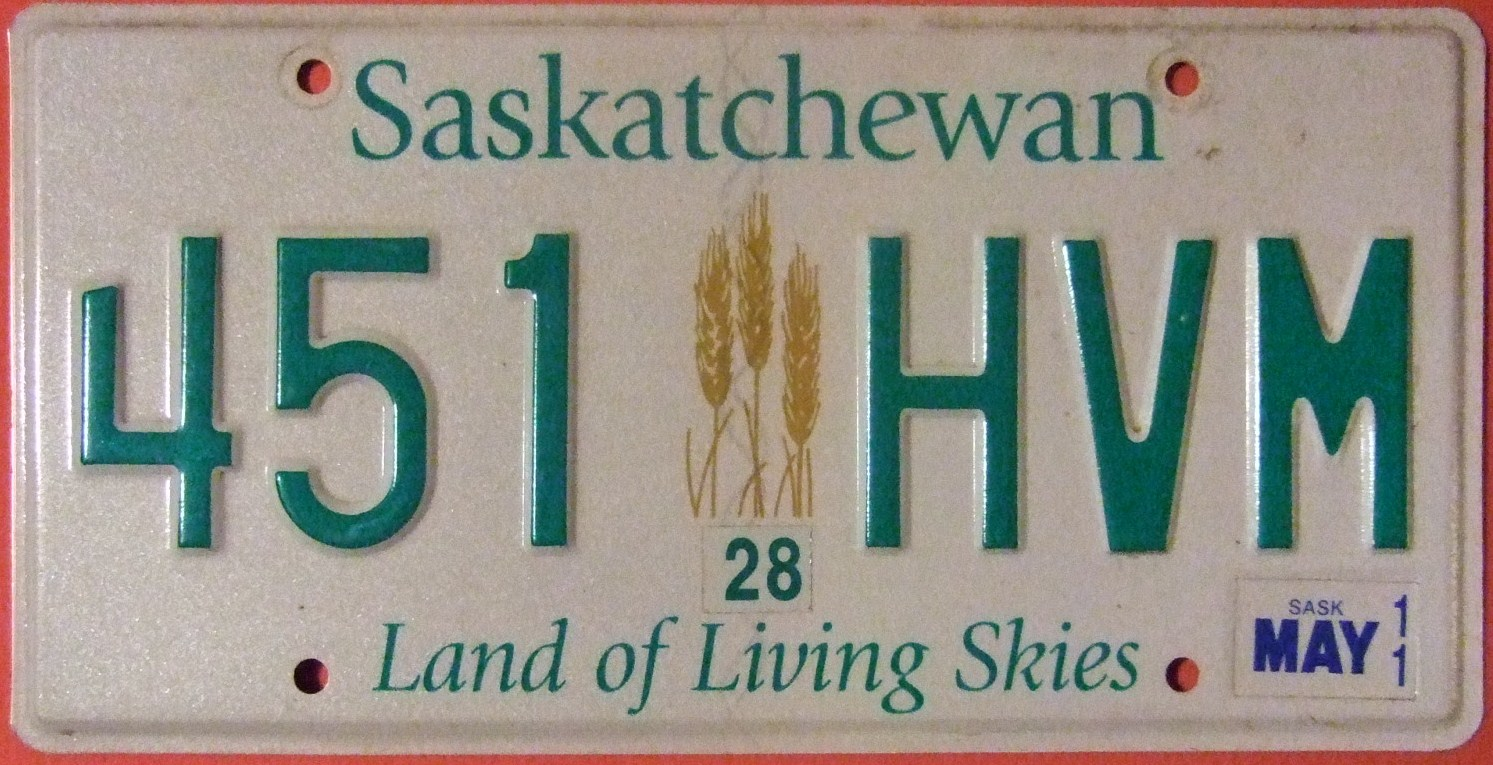
Saskatchewan
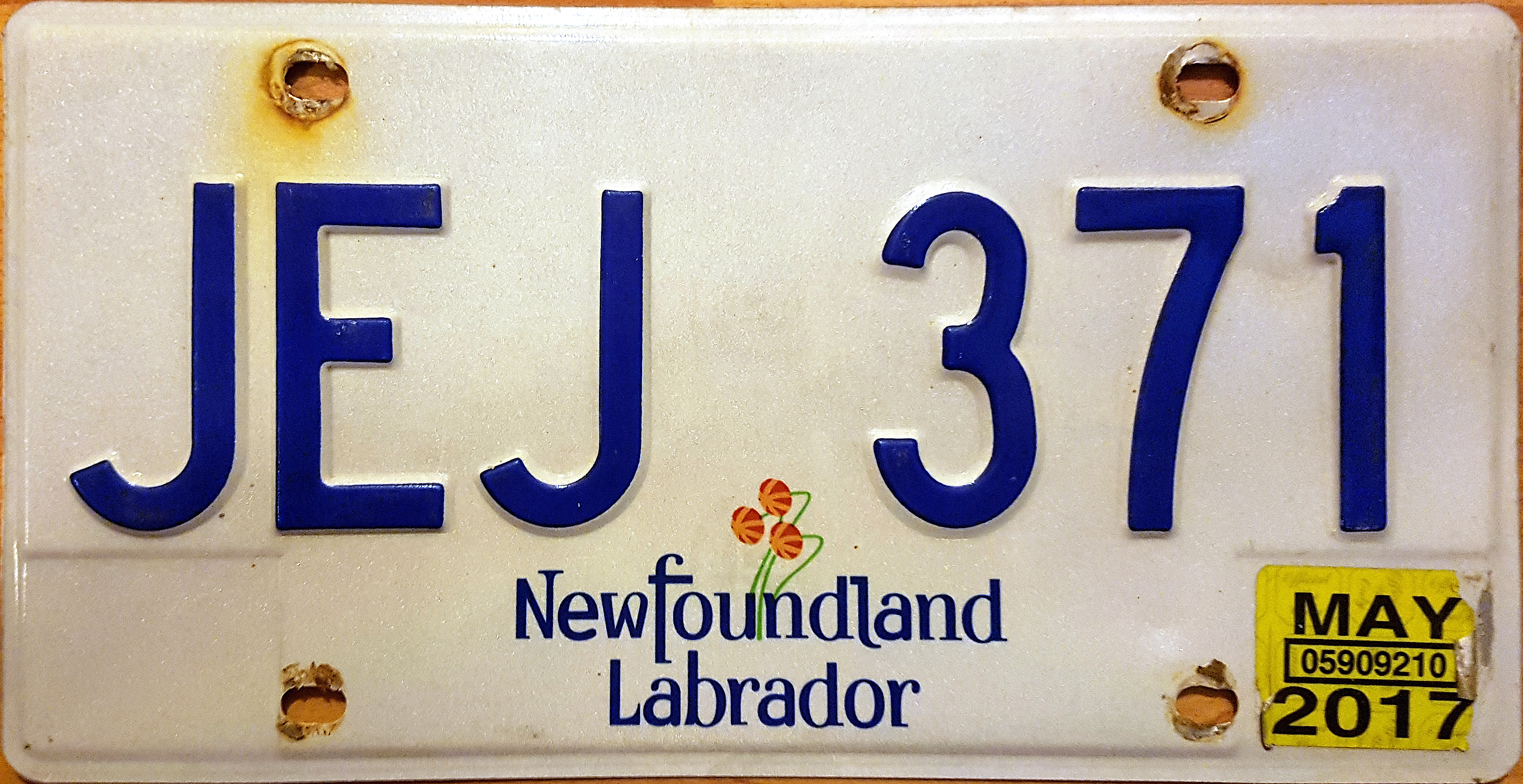
Terra Nova e Labrador
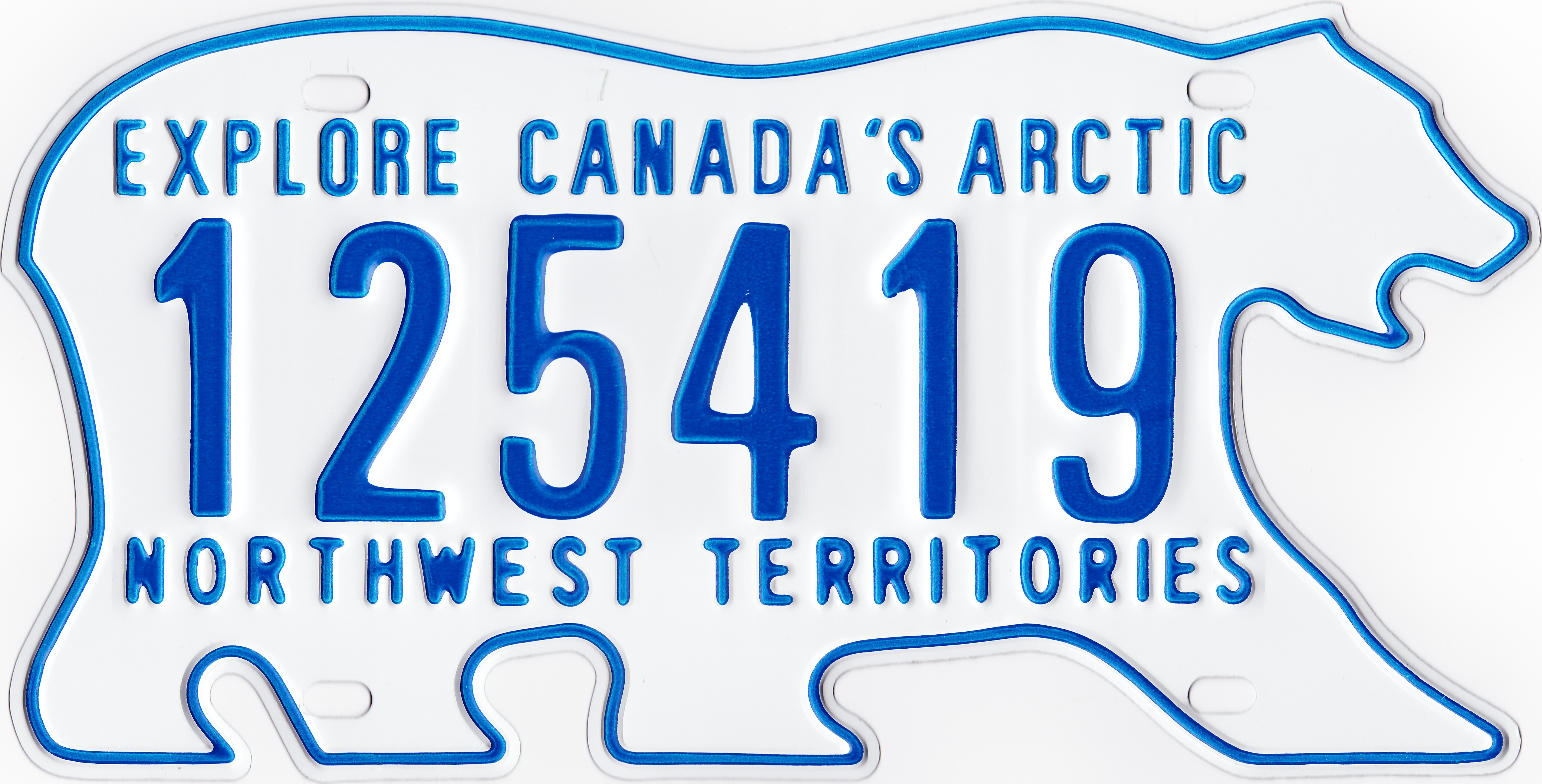
Territórios do Noroeste